# キングズ・キャニオン国立公園

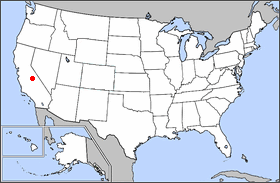
キングズ・キャニオン国立公園の位置

キングズ・キャニオン国立公園（キングズ・キャニオンこくりつこうえん、英語: Kings Canyon National Park）は、シエラネバダ山脈南部、カリフォルニア州フレズノの東にあるアメリカ合衆国の国立公園である。名前は「国王の谷」という意味である。1940年に設立され、1,869.25 km²（462,901 エーカー）の広さがある。2006年の来園者数は552,766人である。
公園はセコイア国立公園に隣接している。2つの公園は国立公園局によって１つの単位、セコイア・キングズ・キャニオン国立公園として管理されている。1970年代にユネスコの生物圏保護区に指定された。

## 地理
キングズ・キャニオン国立公園は、2つの地区から成り立っている。小さい飛び地となっているグラントの森（General Grant Grove）地区は、有名なグラント将軍の木があるグラント将軍の森と世界に現存する中で最大の天然のジャイアント・セコイアの森であるレッドウッド山の森（Redwood Mountain Grove、広さ13 km² 〈3,100 エーカー〉に、根元の直径0.30 m〈1フィート〉以上のセコイアの木が15,800本生えている）を含む、巨大なセコイアの森を保護している。公園のこの地区は、ほとんど針広混交林で、舗装された道路で簡単に行くことができる。
キングズ・キャニオン国立公園の残りは、公園の総面積の90%超を占め、グラント将軍の森の東に位置し、キングズ川（Kings River）の支流サウス・フォークとミドル・フォーク、サンワーキン川（San Joaquin River）の支流サウス・フォークの源流を形成している。キングズ川の支流サウスフォーク、ミドルフォークにはいずれも大きな氷河谷がある。キングズ・キャニオンとして知られるサウスフォークの谷の一つが、公園の名前となっている。ギネスブックによると、キングズ・キャニオンは、最深部の深さ2.4 km（8,200 フィート）で、米国で最も深い峡谷である。峡谷は氷河によって花崗岩から削り出された。キングズ・キャニオンとその開発された地域であるセダー森（Cedar Grove）が、公園の主要部のうち自動車で行ける唯一の場所である。キングズ・キャニオンとミドル・フォーク川にあるその双子であるテヒピテ峡谷（Tehipite Valley）は、氷河の「ヨセミテ」 – 比較的平らな底面と高さ数千フィートの切り立った花崗岩の崖を持つ深く刻まれた氷河谷である。 

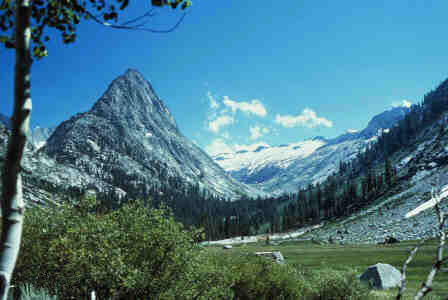
公園の奥地にあるクラウド・キャニオン（Cloud Canyon）

峡谷の東方には、公園内の最高地点、高さ4,341 m（14,242 フィート）のノース・パリセード（North Palisade）を頂点とするシエラ・クレスト（Sierra Crest）の高峰がある。 ここは典型的なシエラ高山地方 – 荒れたツンドラの尾根と氷河に侵食された湖の多い盆地である。通常6月下旬から10月下旬の期間だけは雪は降らない。高山地方は徒歩又は乗馬道でのみ行くことができる。シエラ・ネバダ山脈の尾根は、北はゲーテ山（Mount Goethe）から南はセコイア国立公園との境界のジャンクション・ピーク（Junction Peak）まで、公園の東の境界を形成している。尾根を越えて公園に至るいくつかのよく利用される峠には、ビショップ峠（Bishop Pass）、タブース峠（Taboose Pass）、ソーミル峠（Sawmill Pass）、キアサージ峠（Kearsarge Pass）がある。いずれの峠も高度3,400 m（11,000 フィート）を超える。

## 歴史
キングズ・キャニオンは、 1800年代半ばから白人入植者には知られていたが、ジョン・ミューア（John Muir）が1873年に初めてこの地を訪問するまで注目されることはなかった。ミューアは、 キングズ・キャニオンがヨセミテ峡谷と似ていることに喜んだ。というのは、その類似性が2つの峡谷の起源に関する彼の理論を強化するからである。彼の理論は、ジョサイア・ホイットニー（Josiah Whitney）の当時受け入れられていた理論と競い合い、後に正しいことが証明された。すなわち、いずれの峡谷も最後の氷河期に巨大な氷河によって削られてできたというものである。
キングズ・キャニオンの未来は50年近く不確かなものであった。ある者は谷の西端にダムを建設しようとする一方、他の者は公園として保護しようとした。論争は、1965年、谷がテヒピテ峡谷と一緒に既に存在していたグラントの森国立公園に編入されたときに決着した。公園はセダー森（Cedar Grove）の多くのセコイアを保護している。